# Elin Rubensson
Elin Ingrid Johanna Rubensson (* 11. Mai 1993 in Ystad) ist eine schwedische Fußballspielerin. Die Offensivspielerin, die sowohl im Mittelfeld als auch Stürmerin eingesetzt wird, debütierte 2012 in der A-Nationalmannschaft.

## Karriere

### Vereine
Rubensson begann mit dem Fußballspielen beim Marieholms IS. Ab 2010 spielte sie für die Frauenmannschaft von Malmö FF (ab 2014 FC Rosengård) in der Damallsvenskan, mit der sie 2010, 2011, 2013 und 2014 Meister sowie 2012 Supercup-Sieger wurde. Sie nahm mit der Mannschaft auch viermal an der UEFA Women’s Champions League teil, wobei das beste Abschneiden das Erreichen des Viertelfinales 2011/12 und 2012/13 war.
Anfang 2015 wechselte sie zu Kopparbergs/Göteborg FC, konnte mit dem Verein aber nicht mehr an die Erfolge mit ihrer vorherigen Mannschaft anknüpfen. Nach drei Mittelfeldplätzen konnte aber in der Saison 2018 der zweite Platz belegt werden, womit die Mannschaft für die UEFA Women’s Champions League 2019/20 qualifiziert war. Hier war aber bereits im Sechzehntelfinale Schluss. Nach einer 1:2-Heimniederlage, wobei sie das Tor für ihre Mannschaft erzielte, gegen den FC Bayern München, gewannen sie zwar in München mit 1:0, die Auswärtstorregel sprach aber gegen die Schwedinnen.
Am 1. Mai 2019 konnte sie mit Kopparbergs/Göteborg FC den Pokal gewinnen, wobei sie in der ersten Minute der Nachspielzeit den 2:1-Siegtreffer per Strafstoß erzielte. Am 29. September 2019 erlitt sie beim Ligaspiel gegen Vittsjö GIK eine Kopfverletzung.
Erst zum Start der Saison 2021 wurde sie wieder eingesetzt – bedingt auch durch die folgende Schwangerschaft und Elternzeit. Sie war dann aber wieder Stammspielerin, beim nun als BK Häcken antretenden Verein.
In der UEFA Women’s Champions League 2021/22 erreichte sie nach zwei Siegen im Qualifikationsfinale gegen Vålerenga Oslo die erstmals ausgetragene Gruppenphase. Hier konnten sie aber nur das Auswärtsspiel gegen Benfica Lissabon gewinnen, bei dem sie das 1:0-Siegtor per Strafstoß erzielte. Die anderen Spiele wurden verloren, so dass sie als Gruppenletzte ausschieden. Rubensson kam in allen Spielen zum Einsatz und erzielte auch bei der 1:2-Heimniederlage gegen Benfica per Strafstoß das Tor für ihre Mannschaft. In der Qualifikation zur Gruppenphase der UEFA Women’s Champions League 2022/23 scheiterte sie mit ihrem Verein an Paris Saint-Germain.
Im März 2024 erhielt sie einen Vertrag bei Houston Dash. Im Dezember 2024 stimmte sie einer Beendigung des Vertrags zu und kehrte zum BK Häcken zurück.

### Nationalmannschaft
Für die schwedische U17-Mannschaft erzielte sie in 22 Spielen 24 Tore. Dieselbe Anzahl gelang ihr für die U19-Mannschaft, mit der sie 2012 die U-19-Fußball-Europameisterschaft der Frauen 2012 gewann, wobei sie mit fünf Toren Torschützenkönigin und von der UEFA zur „Goldenen Spielerin“ gewählt wurde.
Am 23. Oktober 2012 debütierte sie beim ersten Länderspiel unter Pia Sundhage in der Nationalmannschaft. Für die EM 2013 in ihrer Heimat wurde sie aber nicht nominiert.
Im Mai 2015 wurde sie für die WM 2015 nominiert. Sie wurde in den vier Spielen eingesetzt, schied aber mit ihrer Mannschaft im Achtelfinale gegen Deutschland aus.
2016 nahm sie mit der Nationalmannschaft an den Olympischen Spielen in Rio de Janeiro teil, wo sie in allen sechs Spielen eingesetzt wurde und die Silbermedaille gewann. Bei der EM 2017 kam sie dagegen nur in zwei Gruppenspielen zum Einsatz.
Am 7. Juni 2018 erzielte Rubenson, die in den U-Nationalmannschaften 48 Tore erzielt hatte, ihr erstes Tor für die A-Nationalmannschaft. Im Rahmen der Qualifikation zur WM 2019 erzielte beim 4:0 gegen Kroatien ihr erstes Länderspieltor das zwischenzeitliche 2:0. Drei Monate zuvor hatte sie mit der Mannschaft den Algarve-Cup gewonnen.
Am 16. Mai wurde sie auch für die WM nominiert. Bei der WM wurde sie in fünf Spielen eingesetzt und stand dabei jeweils in der Startelf, wurde aber viermal ausgewechselt. Im zweiten Gruppenspiel gegen Thailand spielte sie über die komplette Spielzeit und erzielte in der sechsten Minute der Nachspielzeit per Elfmeter den 5:1-Endstand. Als Gruppenzweite erreichten sie die K.-o.-Runde, wo sie im Achtelfinale mit 1:0 gegen Kanada gewannen. Im Viertelfinale gewannen die Schwedinnen nach 24 Jahren wieder ein Pflichtspiel gegen die deutsche Mannschaft und qualifizierten sich damit für die Olympischen Spiele 2020. Im Halbfinale unterlagen sie Europameister Niederlande nach Verlängerung. Ohne sie gewannen ihre Mitspielerinnen dann aber das Spiel um Platz 3 gegen England.
In der für die Schwedinnen erfolgreichen Qualifikation für die EM 2022 hatte sie nur einen Einsatz im ersten Spiel. Verletzungsbedingt und wegen der anschließenden Schwangerschaft und Geburt ihres Sohnes wurde sie erst im September 2021 wieder für die WM-Qualifikation nominiert, aber nicht eingesetzt. Im Freundschaftsspiel gegen Schottland am 26. Oktober 2021 kam sie dann 784 Tage nach ihrem letzten Länderspiel wieder zum Einsatz.
Bei der EM-Endrunde in England, die wegen der COVID-19-Pandemie auch um ein Jahr verschoben wurde, wurde sie beim 5:0-Sieg im letzten Gruppenspiel gegen Portugal eingesetzt. Mit einer 0:4-Niederlage gegen Gastgeber England schieden die Schwedinnen im Halbfinale aus.
Nach der EM kam sie noch im letzten Spiel der Qualifikation für die WM zum Einsatz. Die Schwedinnen hatten sich bereits im April 2022 als erste europäische Mannschaft für die WM qualifiziert.
Sie wurde für die WM-Endrunde 2023 nominiert, kam in allen sieben Spiele ihres Teams zum Einsatz und verpasst mit ihrer Mannschaft durch eine 1:2-Niederlage im Halbfinale gegen die Spanierinnen das Finale. Durch einen 2:0-Sieg im Spiel um Platz 3 über die Nationalmannschaft Australiens gewann sie die Bronzemedaille. Sie erzielte ein Tor während des Turniers – per Strafstoß zum 2:0-Endstand im letzten Gruppenspiel gegen Argentinien.

## Privatleben
Rubensson ist mit dem Fußballer Filip Stenström verheiratet. Ihre Schwester Cajsa spielte 2021 für die schwedische U-19-Mannschaft.

## Auszeichnungen
- Diamantbollen 2023[16]

## Erfolge
- U-19-Europameisterin 2012
- Beste Spielerin der U-19-Fußball-Europameisterschaft 2012
- Schwedische Meisterin 2010, 2011, 2013, 2014 und 2020 (2020 ohne Einsatz wg. Schwangerschaft)
- Schwedische Super-Cup-Siegerin 2012
- Silbermedaille bei den Olympischen Spielen 2016
- 2018: Algarve-Cup-Sieg (zusammen mit den Niederlanden[17])
- 2019: Dritte der Weltmeisterschaft
- 2018/19: Schwedische Pokalsiegerin (Siegtor)
- 2020/21: Schwedische Pokalsiegerin